# Вилма Мурто
Вилма Ана Хелена Мурто ((фин. Wilma Anna Helena Murto); Кусјоки, 11. јун 1998.) финска је атлетичарка која је освојила златну медаљу на Европском првенству у Минхену 2022. у дисциплини скок с мотком.
Освојила је и бронзану медаљу на Светском првенству за јуниоре 2016. и на Европском првенству за јуниоре 2017. Мурто тренутно држи  светски рекорд за јуниорке у дворани са висином од 4.71 м.

## Каријера
Вилма Мурто је 27. децембра 2015. прескочила 4.45 м што је тада представљао рекорд Европе за млађе јуниорке (узраст до 18 година).
Као 17-годишњакиња, поставила је нови светски јуниорски рекорд у дворани (узраст до 20 година), када је у Немачкој 31. јануара 2016. прескочила 4.71 м.

На финалу Европског првенства 2022. Мурто је прескочила 4.85 м и освојила златну медаљу.
Мурто је на Европском првенству у дворани, које је одржано у марту 2023. у Истанбулу, прескочила 4.80 м и освојила златну медаљу.

## Међународна такмичења
| Година | Такмичење                           | Место                         | Позиција | Дисциплина  | Резултат      | Белешка |
| ------ | ----------------------------------- | ----------------------------- | -------- | ----------- | ------------- | ------- |
| 2014   | Светско првенство за јуниоре        | Јуџин, САД                    | 25.      | Скок мотком | 3.75 м        |         |
| 2015   | Европско првенство у дворани        | Праг, Чешка Република         | –        | Скок мотком | Одустала      |         |
| 2015   | Европско првенство за јуниоре       | Ескилстуна, Шведска           | –        | Скок мотком | Без резултата |         |
| 2016   | Европско првенство                  | Амстердам, Холандија          | 7.       | Скок мотком | 4.45 м        |         |
| 2016   | Светско првенство за јуниоре        | Бидгошч, Пољска               | 3.       | Скок мотком | 4.40 м        |         |
| 2016   | Олимпијске игре                     | Рио де Жанеиро, Бразил        | 24.      | Скок мотком | 4.30 м        |         |
| 2017   | Европско првенство у дворани        | Београд, Србија               | 8.       | Скок мотком | 4.40 м        |         |
| 2017   | Европско првенство за јуниоре       | Гросето, Италија              | 3.       | Скок мотком | 4.15 м        |         |
| 2018   | Европско првенство                  | Берлин, Немачка               | 17.      | Скок мотком | 4.35 м        |         |
| 2019   | Европско првенство у дворани        | Глазгов, Уједињено Краљевство | 18.      | Скок мотком | 4.10 м        |         |
| 2019   | Европско првенство за млађе сениоре | Јевле, Шведска                | 5.       | Скок мотком | 4.20 м        |         |
| 2019   | Европско екипно првенство           | Бидгошч, Пољска               | 8.       | Скок мотком | 4.21 м        |         |
| 2019   | Светско првенство                   | Доха, Катар                   | 22.      | Скок мотком | 4.35 м        |         |
| 2021   | Европско првенство у дворани        | Торуњ, Пољска                 | 6.       | Скок мотком | 4.55 м        |         |
| 2021   | Олимпијске игре                     | Токио, Јапан                  | 5.       | Скок мотком | 4.50 м        |         |
| 2022   | Светско првенство                   | Јуџин, САД                    | 6.       | Скок мотком | 4.60 м        |         |
| 2022   | Европско првенство                  | Минхен, Немачка               | 1.       | Скок мотком | 4.85 м        |         |
| 2023   | Европско првенство у дворани        | Истанбул, Турска              | 1.       | Скок мотком | 4.80 м        |         |
| 2023   | Светско првенство                   | Будимпешта, Мађарска          | 3.       | Скок мотком | 4.80 м        |         |
| 2024   | Светско првенство у дворани         | Глазгов, Уједињено Краљевство | 9.       | Скок мотком | 4.55 м        |         |
| 2024   | Европско првенство                  | Рим, Италија                  | 8.       | Скок мотком | 4.43 м        |         |
| 2024   | Олимпијске игре                     | Париз, Француска              | 6.       | Скок мотком | 4.70 м        |         |